# Рассвет (Томская область)
Рассвет — посёлок в Томском районе Томской области, входящий в состав Копыловского сельского поселения.

## Население
| 2002  | 2008  | 2009  | 2010  | 2011  | 2012  | 2013  |
| ----- | ----- | ----- | ----- | ----- | ----- | ----- |
| 1876  | ↘1779 | →1779 | ↗1840 | ↗1845 | ↗1847 | ↘1836 |
| 2014  | 2015  | 2021  |       |       |       |       |
| ↗1870 | ↘1863 | ↗1866 |       |       |       |       |

## История
Посёлок появился в начале 1970-х годов при создании пояса продовольственной безопасности города Томска — при формировании одной из крупнейших региональных птицефабрик — Туганской птицефабрики по промышленному производству мяса птицы (курятина) с полным агрохозяйственным циклом, включающим растениеводство — как ресурсную основу технологического процесса.

## Экономика
Туганская птицефабрика в 2010-х годах введена в состав холдинга Сибирская аграрная группа, где в результате объединения с такой же птицефабрикой расположенной восточнее (~20 километров), в посёлке Октябрьском, стала носить сейчас единый бренд «Томская птицефабрика».

## Связь
При создании посёлка Рассвет он относился к почтовому отделению деревни (в начале XX века — села) Кусково. Однако, с 1980 года Рассвет стал доминирующим населённым пунктом и в его орбиту были вовлечены соседние деревни Кусково, Конинино и Постниково.
Почтовый индекс 634529
В посёлке действуют опорные станции сотовой связи и телефонная станция.

## Здания и инфраструктура
В настоящее время посёлок Рассвет имеет жилой комплекс из благоустроенных четырёх- и пятиэтажных зданий постройки 1970-х годов, а также построенные в границах Рассвета коттеджные территории с западной - улица Фабричная и восточной стороны  - улица Строителей
В Рассвете действует полноценная средняя образовательная школа, детский сад, торгово-культурный комплекс (включает в себя: библиотеку, парикмахерскую, молельный дом РПЦ, почту,    универмаг, дом культуры и магазины продовольственных товаров), малые предприятия, общежитие для работников Птицефабрики. В посёлке с 1970-х годов имеется свой садово-огородный массив для досуга и садоводничества. В состав посёлка входят бывшие деревни: Конинино (рассветовская ферма КРС), Постниково (садовые товарищества) и Кусково (бывшее кусковское кладбище, которое с 1980-х гг. является Кладбищем посёлка Рассвет).

## Улицы
Улицы: Фабричная, ЗРУ, Строителей
Переулки: Строителей, Степной, Янтарный

## География
Посёлок расположен на площадке между правым берегом реки Большая Киргизка и железнодорожной магистралью «Томск—Асино—Белый Яр». Железнодорожная платформа «Кусково» расположена в 2 километрах восточнее посёлка Рассвет (0,7 километров до деревни Кусково). В 3 километрах юго-западнее Рассвета расположена железнодорожная платформа «Постниково», которая на железнодорожной ветке от Томска является следующей, после станции «Копылово». До западнее расположенных железнодорожного разъезда Копылово (входящего в состав Томска) и посёлка Копылово от Рассвета 8 километров по автодороге «Томск—Итатка». От основной части Томска до Рассвета автодорога имеет расстояние ~18 километров (12 километров до входящего в состав Томска посёлка Светлый). Восточнее Рассвета, вдоль автомобильной и железной дорог располагаются посёлки Заречный (~8 километров), Малиновка (~12 километров), Александровское (~19 километров), Молодёжный и Октябрьский (~20 километров). Далее автодорога идёт на Итатку, железную дорогу — к городу Асино. В 7 километрах южнее Рассвета располагается село Воронино. В 8 километрах на северо-северо-восток от Рассвета располагается деревня Наумовка. Однако, по пересечённой и частично болотистой местности никаких прямых дорог к Воронино и Наумовке нет.

## Природа
Близ Рассвета имеется малая река и лес. Также в 5 километрах от посёлка расположена Большая петля на реке Киргизка — уютное место, которое образует изгиб реки Большая Киргизка. Окружённая деревьями поляна является любимым местом туристских соревнований ещё с 1970-х годов.

## Транспорт
До Рассвета из Томска курсируют:
- автобус № 60-р: Рассвет — Томск (Площадь Южная);
- автобус № 231 (направление на-Молодёжный);
- автобус N°330 (через Светлый);
- пригородный автобус с томского автовокзала по маршруту «Томск-Итатка»;
- поезда направлений на Асино и Белый Яр (выходить следует на платформе «Кусково»).